# 安全地帯VII〜夢の都
『安全地帯VII〜夢の都』（あんぜんちたいセブン〜ゆめのみやこ）は、日本のロックバンドである安全地帯の7枚目のオリジナル・アルバム。
1990年7月25日にKitty Recordsからリリースされた。前作『安全地帯VI〜月に濡れたふたり』（1988年）よりおよそ2年3ヶ月ぶりにリリースされた作品であり、1988年の活動休止宣言以来となる活動再開後初のアルバムとなった。全曲共に作詞は松井五郎、作曲は玉置浩二、プロデューサーは安全地帯および星勝、金子章平が担当している。
レコーディングは同年に日本国内で行われ、前作までのようなゲストミュージシャンは参加しておらず、安全地帯の5人によって演奏された楽曲が収録されている。前作までのラブソングを中心とした構成ではなく、世界情勢などに影響を受けた歌詞などによりロックバンドらしさを追求した他、原点回帰を目指した内容となっている。
活動休止前にリリースされた19枚目のシングル「微笑みに乾杯」（1988年）は、ベスト・アルバム『I Love Youからはじめよう -安全地帯BEST-』（1988年）に収録されており本作には収録されなかったため先行シングルは存在せず、テレビ朝日系テレビドラマ『火曜ミステリー劇場』（1990年 - 1991年）のエンディングテーマとして使用された「情熱」がリカットとしてリリースされた。本作はオリコンチャートでは最高位第2位となり、売り上げ枚数は20万枚を超えたため日本レコード協会からゴールド認定を受けている。

## 背景
前作『安全地帯VI〜月に濡れたふたり』（1988年）リリース後、安全地帯は同年4月より7月23日の香港コロシアムまで「MIASS CONCERT 安全地帯VI」と題したコンサートツアーを17都市全24公演にて敢行した。その後8月24日にフジテレビ系音楽番組『夜のヒットスタジオDELUXE』（1985年 - 1989年）に出演した際、「より良い音楽をやりたいので、少しの間だけ時間を下さい」と安全地帯の活動休止を発表した。翌8月25日のシングル「微笑みに乾杯」リリースを最後に安全地帯は活動休止となった。この活動休止に対し、矢萩渉は「それでもなにかやり残しているという閉塞感を残した」とコメントしている。
同年11月18日には玉置の初主演となるフジテレビ系テレビドラマ『並木通りの男～アイラブユーからはじめよう』が放映され、挿入歌として「I Love Youからはじめよう」が使用された。また同ドラマでは玉置が音楽監督を担当し、六土開正も音楽制作に携わった。六土は他にも11月18日に発売されたファミリーコンピュータ用ソフト『貝獣物語』の音楽を担当しており、12月には武沢豊や矢萩が参加したフジテレビ系テレビアニメ『F』のサウンドトラックがリリースされた。12月10日には安全地帯として初となるベスト・アルバム『I Love Youからはじめよう -安全地帯BEST-』がリリースされた。
1989年に入り、玉置は小林薫とのダブル主演となるTBS系テレビドラマ『キツイ奴ら』に出演し、1月25日に同ドラマの主題歌として使用された「キ・ツ・イ」をシングルにてリリース。3月25日には「氷点」をシングルにてリリースし、同曲はテレビ朝日開局30周年記念ドラマ『氷点』の主題歌として使用された。7月25日にはシングル「I'm Dandy」をリリースし、同曲は玉置の主演映画第二弾となる、同名漫画の映画化作品『右曲がりのダンディー』の主題歌として使用された。11月20日にはシングル「行かないで」をリリースし、同曲はフジテレビ開局30周年記念ドラマ『さよなら李香蘭』の主題歌として使用された。

## 録音、音楽性
本作のレコーディングは1990年3月から6月にかけて、日本国内のキーストーン・スタジオにて行われた。3月にスタジオにて会合した安全地帯の5人は、その時は1991年冬季ユニバーシアードのテーマ曲を1曲レコーディングするために集まった予定であったが、そのままアルバムのレコーディングに突入し6月までレコーディングが行われる事となった。
本作では前作までのようなサポートミュージシャンを起用せずに5人だけでの演奏に拘り、さらにキーボードのプログラミング作業などもメンバー自らが行った。玉置は本作に関し「原点に戻ろう」というスローガンを掲げ、常に5人がスタジオにいる状態を心がけていた。それ以外にもサウンド面や歌詞、作品の隅々に至るまで玉置自身の意向が反映されるようになり、「初心を取り戻そう」との思いからプロデュースのクレジットは安全地帯と大きく表記されており、また外部のミュージシャンが一切参加していない作品となった。田中裕二は本作に特別な愛着を持っており、「1回休んでまた始まったって時だから、勢いがあったし、バンドっぽくやろうっていうのもあったしね」と述べている。
玉置浩二の自伝本『玉置浩二 幸せになるために生まれてきたんだから』において著者の志田歩は、本作に関して「多くのサポートを迎えて大編成プロジェクトになっていった80年代の安全地帯とはうって変わって、5人のメンバーによるシンプルで力強いバンド・サウンドを打ち出した痛快な作品」と述べており、また1曲目「きみは眠る」には同時期に発生したベルリンの壁崩壊や六四天安門事件などの世界的な転換点の空気感が反映された点などに関して、「ロマンチックなラヴ・ソングというパターンを捨て、ロック・バンドにふさわしい緊張感のある言葉を盛り込んでいた」と指摘している。
また、本作と次作『安全地帯VIII〜太陽』（1991年）に関して同書では「それまでの作品のようにセールス面でのプレッシャーに苦しめられることなく、自分たちが本来作りたかったものを作っているというリアリティが強く感じられる」と述べている。

## リリース、チャート成績
本作は1990年7月25日にKitty RecordsからCD、カセットテープの2形態でリリースされた。本作の収録曲の内、「きみは眠る」は東芝コードレスホンのコマーシャルソングとして、「情熱」はテレビ朝日系ドラマ『火曜ミステリー劇場』のエンディングテーマとして、「この道は何処へ」は1991年冬季ユニバーシアードのテーマソングとしてそれぞれ使用された。本作はオリコンアルバムチャートにおいて最高位第2位の登場週数は11回で売り上げ枚数は25.5万枚となった。本作の売り上げ枚数は1988年以降の安全地帯のアルバム売上ランキングにおいて第3位となった。本作は2022年に実施されたねとらぼ調査隊による安全地帯のアルバム人気ランキングにおいて第8位となった。
その後1992年11月21日、2007年3月7日にはCDのみ再リリースされ、2010年3月3日には完全復活を記念してSHM-CDにて、2017年11月22日にはデビュー35周年を記念してLP盤を再現した紙ジャケット、SHM-CDにて再リリースされた。
それ以外にも1996年10月2日にはCD-BOX『安全地帯 メモリアル・コレクション』に収録され、2010年6月23日にはCD-BOX『安全地帯BOX 1982-1993』に収録されて再リリースされた。2022年11月3日にはアナログレコードの普及を目的とした東洋化成によるイベント「レコードの日 2022」の開催に伴い、本作を含む安全地帯のアルバム5作品が初レコード化された。

## ツアー

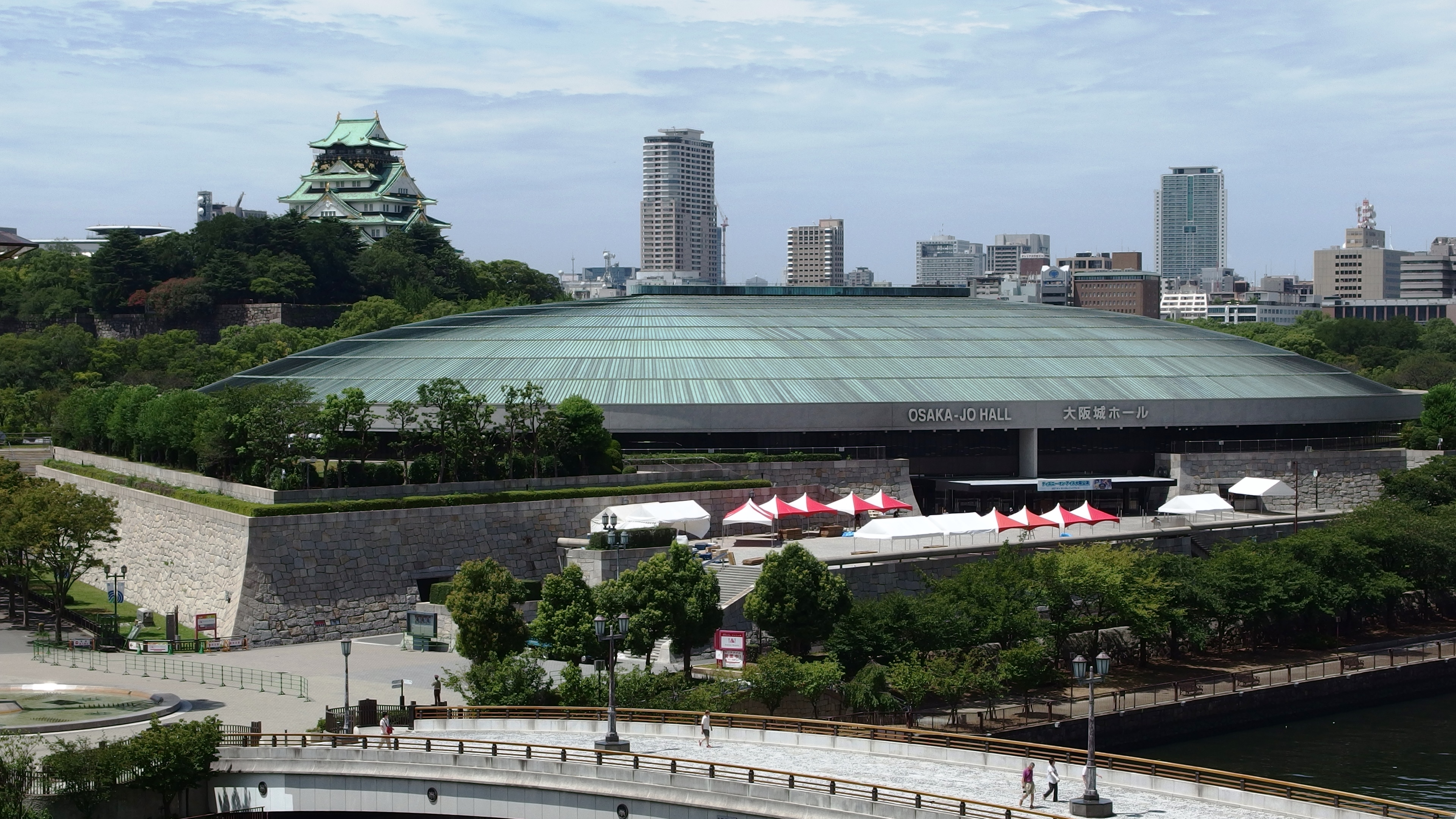
ツアー最終日の会場となった大阪城ホール

本作を受けてのコンサートツアーは「安全地帯VII-夢の都-TOUR」と題して、同年8月15日のグリーンホール相模大野から翌1991年1月31日の大阪城ホールまで約半年におよび敢行された。
本作は元々1曲のみレコーディングする予定がアルバムとして完成に至った経緯があるため、同年夏より予定されていた玉置のソロツアーを急遽変更し、安全地帯としてのコンサートツアーに差し替えられる形となった。

## 反響

### 批評
| 専門評論家によるレビュー | 専門評論家によるレビュー |
| レビュー・スコア         | レビュー・スコア         |
| 出典                     | 評価                     |
| ------------------------ | ------------------------ |
| CDジャーナル             | 肯定的                   |
| TOWER RECORDS ONLINE     | 肯定的                   |

本作に対しては肯定的な意見が挙げられており、音楽情報サイト『CDジャーナル』では、玉置のボーカルに関して「耳へ息を吹きかけるような、せつなさをにじませた」と表現した上で、玉置のボーカルがバンド全体のスタイルを成立させている事を指摘、さらに詞が大仰であればあるほど玉置のボーカルに色気が増すと指摘した上で「一段と洗練の度を増した」と称賛した。また、音楽情報サイト『TOWER RECORDS ONLINE』では、本作が2年間の活動休止期間後にリリースされた作品である事に触れた上で、「力強い楽曲を揃える」と肯定的に評価した。

### カバー
本作の収録曲は以下の歌手によってカバーされている。シングルカットされた「情熱」に関しては同項目を参照。
「Lonely Far」
- ジャッキー・チュン（張學友） - 広東語バージョン、「情不禁」のタイトルでアルバム『情不禁 (Love & Obsession)』（1991年）に収録。

「Seaside Go Go」
- 李克勤（英語版） - 広東語バージョン、「跳舞波鞋」のタイトルでアルバム『破曉時份 (Everlasting Memories)』（1991年）に収録。

「ともだち」
「如果這是情」のタイトルで以下の歌手がカバーしている。
- イヴァナ・ウォン（王菀之） - アルバム『晴歌集』（2014年）に収録。
- 黃凱芹（中国語版） - アルバム『天王時期 (King Cross)』（2014年）に収録。
- ハッケン・リー（李克勤） - アルバム『復克』（2013年）に収録。
- ボンディー・チュウ（趙學而） - アルバム『聴 ting』（2008年）に収録。
- 陳潔麗（英語版） - アルバム『鮑比達与陳潔麗』（2006年）に収録。
- レオン・ライ（黎明） - 広東語バージョン、アルバム『親近你 (Just Wanna Be Close To You)』（1991年）に収録、また「今生相愛、來生再相聚」のタイトルでアルバム『堆積情感』（1992年）にも収録。

「この道は何処へ」
- イーキン・チェン（鄭伊健） - 「離不開」のタイトルでアルバム『撒哈拉』（1993年）に収録。
- 剛澤斌（中国語版） - 「讓你走」のタイトルでアルバム『愛·易放難收』（1993年）に収録。

## 収録曲
- CDブックレットに記載されたクレジットを参照[28]。

| #         | タイトル                                   | 作詞      | 作曲      | 編曲      | 時間  |
| --------- | ------------------------------------------ | --------- | --------- | --------- | ----- |
| 1.        | 「きみは眠る」                             | 松井五郎  | 玉置浩二  | 安全地帯  | 4:21  |
| 2.        | 「情熱」                                   | 松井五郎  | 玉置浩二  | 安全地帯  | 3:32  |
| 3.        | 「Lonely Far」                             | 松井五郎  | 玉置浩二  | 安全地帯  | 3:21  |
| 4.        | 「Seaside Go Go」                          | 松井五郎  | 玉置浩二  | 安全地帯  | 2:12  |
| 5.        | 「ともだち」(ストリングス・アレンジ：星勝) | 松井五郎  | 玉置浩二  | 安全地帯  | 3:56  |
| 6.        | 「あの夏を追いかけて」                     | 松井五郎  | 玉置浩二  | 安全地帯  | 3:45  |
| 合計時間: | 合計時間:                                  | 合計時間: | 合計時間: | 合計時間: | 21:07 |

| #         | タイトル               | 作詞      | 作曲      | 編曲      | 時間  |
| --------- | ---------------------- | --------- | --------- | --------- | ----- |
| 7.        | 「…もしも」            | 松井五郎  | 玉置浩二  | 安全地帯  | 4:46  |
| 8.        | 「Big Starの悲劇」     | 松井五郎  | 玉置浩二  | 安全地帯  | 2:49  |
| 9.        | 「プラトニック>DANCE」 | 松井五郎  | 玉置浩二  | 安全地帯  | 4:01  |
| 10.       | 「この道は何処へ」     | 松井五郎  | 玉置浩二  | 安全地帯  | 4:01  |
| 11.       | 「夢の都」             | 松井五郎  | 玉置浩二  | 安全地帯  | 2:33  |
| 合計時間: | 合計時間:              | 合計時間: | 合計時間: | 合計時間: | 18:10 |

## スタッフ・クレジット
- CDブックレットに記載されたクレジットを参照[29]。

### 安全地帯
- 玉置浩二 – ボーカル、アコースティック・ギター
- 武沢豊 – ギター
- 矢萩渉 – ギター
- 田中裕二 – ドラムス
- 六土開正 – ベース、ピアノ

### 録音スタッフ
- 安全地帯 - プロデューサー
- 諸鍜治辰也 (MIG) – レコーディング・エンジニア、リミックス・エンジニア
- 小林紀子 – ディレクター
- 酒井祐司 – アーティスト・マネージメント
- 安全地帯 – キーボード・プログラム
- 松藤暢彦 (MIX) – レコーディング・エンジニア
- 井川彰夫 – レコーディング・エンジニア
- 荒井優 (MIX) – 追加エンジニア
- 冨田慎一 (MIX) – 追加エンジニア
- 最上"Mickey"三樹生 – MIDIシステム・オペレーター
- 黒沢昇 – ドラムス・コーディネーター
- 松山晋 – テクニカル・クルー
- 廣瀬修 – マスタリング・エンジニア

### 制作スタッフ
- 金子飛鳥グループ – スペシャル・サンクス
- 平原まこと – スペシャル・サンクス
- 八木ちゃん – スペシャル・サンクス
- 健ちゃん – スペシャル・サンクス
- 星勝 – コ・プロデューサー
- 金子章平 – コ・プロデューサー
- 多賀英典 – エグゼクティブ・プロデューサー

### 美術スタッフ
- 柳沢光二 – アート・ディレクター
- 吉田剛 – デザイン
- 杉山守 – 写真撮影
- 酒井マサヒロ – ヘアー&メイク・アップ
- 堀越まゆみ – スタイリスト

## チャート、認定
| チャート         | 最高順位 | 登場週数 | 売上数   | 出典  |
| ---------------- | -------- | -------- | -------- | ----- |
| 日本（オリコン） | 2位      | 11回     | 25.5万枚 | [ 2 ] |

| 国/地域 | 認定組織         | 日付       | 認定     | 売上数   | 出典  |
| ------- | ---------------- | ---------- | -------- | -------- | ----- |
| 日本    | 日本レコード協会 | 1990年10月 | ゴールド | 200,000+ | [ 4 ] |

## リリース日一覧
| No. | リリース日     | レーベル      | 規格         | カタログ番号 | 備考                                              | 出典          |
| --- | -------------- | ------------- | ------------ | ------------ | ------------------------------------------------- | ------------- |
| 1   | 1990年7月25日  | Kitty Records | CD           | KTCR-1010    |                                                   | [ 30 ]        |
| 2   | 1990年7月25日  | Kitty Records | CT           | KTTR-1010    |                                                   | [ 31 ]        |
| 3   | 1992年11月21日 | Kitty Records | CD           | KTCR-1214    |                                                   | [ 26 ] [ 32 ] |
| 4   | 1996年10月2日  | Kitty Records | CD           | KTCR-1609    | CD-BOX『安全地帯 メモリアル・コレクション』に収録 | [ 33 ] [ 34 ] |
| 5   | 2007年3月7日   | UMJ           | CD           | UPCY-6335    |                                                   | [ 35 ] [ 36 ] |
| 6   | 2010年3月3日   | UMJ           | SHM-CD       | UPCY-6577    |                                                   | [ 37 ] [ 38 ] |
| 7   | 2010年6月23日  | UMJ           | SHM-CD       | UPCY-9197    | CD-BOX『安全地帯BOX 1982-1993』に収録             | [ 39 ] [ 40 ] |
| 8   | 2013年3月1日   | UMJ           | AAC-LC       | -            | デジタル・ダウンロード                            | [ 41 ]        |
| 9   | 2013年3月1日   | UMJ           | ロスレスFLAC | -            | デジタル・ダウンロード                            | [ 42 ]        |
| 10  | 2017年11月22日 | UMJ           | SHM-CD       | UPCY-9713    | 紙ジャケット仕様                                  | [ 43 ] [ 44 ] |
| 11  | 2022年11月3日  | UMJ           | LP           | UPJY-9228    | 初LP化                                            | [ 45 ]        |